# 25426 Alexanderkim
25426 Alexanderkim è un asteroide della fascia principale. Scoperto nel 1999, presenta un'orbita caratterizzata da un semiasse maggiore pari a 2,2567560 UA e da un'eccentricità di 0,1030581, inclinata di 2,94691° rispetto all'eclittica.